# Feluke
En feluke (arabisk: فلوكة) er en traditionel sejlbåd lavet af træ, der bliver anvendt i Rødehavets beskyttede vande og i det østlige Middelhav herunder Malta, men især langs Nilen i Egypten, Sudan og i Iraq. Dets rig består af et eller to latinersejl.
De er som regel i stand til at medtage ti passagerer og besætningen består af to eller tre personer. På trods af at være blevet gjort forældede af motorbåde og færger, er felukker stadig i aktivt brug som et transportmiddel i byer der støder op til Nilen f.eks. Aswan og Luxor. De er specielt populære blandt turister, som kan få en mere stille og rolig oplevelse, end den motorbådene har at tilbyde.

## San Franciscos flåde
En stor flåde af latinersejl-riggede felukker skabte trængsel i San Franciscos dokke før og efter bygningen af det stats-ejede Fisherman's Wharf i 1884.[kilde mangler] Let, lille og nem af manøvrere udgjorde felukker grundpillen i San Francisco Bays fiskeriflåde. John Muir udtalte om dem, "Disse arbejdsheste havde en mast der var vinklet eller lutret kraftigt fremad, og et stort trekantet sejl der hang ned fra en todelt rå".